# Championnat d'Ukraine féminin de football 2024-2025
Navigation
Édition précédente Édition suivante
La saison 2024-2025 du Championnat d'Ukraine féminin de football, ou Vyshcha Liha, est la 34e saison du championnat ukrainien.

## Organisation
Le championnat se dispute en deux phases. Lors de la première phase, chaque équipe affronte les autres une seule fois. Les six meilleures équipes rejoignent le groupe championnat, les autres sont reversées dans le groupe relégation. Dans chacun de ces groupes, les équipes s'affrontent alors deux fois. La meilleure équipe du groupe championnat est sacrée championne d'Ukraine, et les deux meilleures équipes sont qualifiées pour le deuxième tour de qualification de la Ligue des champions 2025-2026. La troisième équipe est qualifiée pour la Coupe Europa 2025-2026, dont ce sera la première édition. Les deux dernières équipes du groupe relégation disputent les barrages de maintien.

## Participantes
| \| Vorskla Chakhtar Ladomyr EMS Podillia Pantery Kryvbas Obolon Kolos Metalist SeaSters Polissia Dnipro-1 \| Localisation des clubs engagés dans le championnat. |
| Vorskla Chakhtar Ladomyr EMS Podillia Pantery Kryvbas Obolon Kolos Metalist SeaSters Polissia Dnipro-1                                                           |

Ce tableau présente les douze équipes qualifiées pour disputer le championnat.
| Club          | Classement 2023-2024 | Ville               |
| ------------- | -------------------- | ------------------- |
| Vorskla       | 1re                  | Poltava             |
| Kolos         | 2e                   | Kovalivka           |
| Kryvbas       | 3e                   | Kryvyï Rih          |
| Metalist 1925 | 4e                   | Kharkiv             |
| Chakhtar      | 5e                   | Donetsk             |
| Ladomyr       | 6e                   | Volodymyr-Volynskyï |
| EMS Podillia  | 9e                   | Vinnytsia           |
| Pantery       | 10e                  | Ouman               |
| SeaSters      |                      | Odessa              |
| Polissia      |                      | Jytomyr             |
| Obolon        |                      | Kiev                |
| SK Dnipro-1   |                      | Dnipro              |

- Premier tour de qualification de la Ligue des champions féminine 2024-2025
- Promus

Le Dnipro-1 fait faillite avant le début de la saison et se retire du championnat.

## Déroulement
Le Vorskla, tenant du titre, remporte un troisième titre consécutif, en devançant le Metalist 1925 et le Kolos.

## Résultats

### Tour principal
| Rang | Équipe        | Pts | J  | G | N | P | Bp | Bc | Diff |
| ---- | ------------- | --- | -- | - | - | - | -- | -- | ---- |
| 1    | Vorskla       | 28  | 10 | 9 | 1 | 0 | 41 | 0  | +41  |
| 2    | Kolos         | 27  | 10 | 9 | 0 | 1 | 39 | 3  | +36  |
| 3    | Metalist 1925 | 23  | 10 | 7 | 2 | 1 | 34 | 6  | +28  |
| 4    | SeaSters      | 22  | 10 | 7 | 1 | 2 | 24 | 8  | +16  |
| 5    | Chakhtar      | 14  | 10 | 4 | 2 | 4 | 16 | 16 | 0    |
| 6    | Ladomir       | 11  | 10 | 3 | 2 | 5 | 16 | 19 | -3   |
| 7    | Kryvbas       | 10  | 10 | 3 | 1 | 6 | 12 | 20 | -8   |
| 8    | Pantery       | 7   | 10 | 2 | 1 | 7 | 7  | 40 | -33  |
| 9    | Polissia      | 7   | 10 | 2 | 1 | 7 | 15 | 32 | -17  |
| 10   | EMS Podolie   | 7   | 10 | 2 | 1 | 7 | 6  | 39 | -33  |
| 11   | Obolon        | 2   | 10 | 0 | 2 | 8 | 6  | 33 | -27  |
| 12   | SK Dnipro-1   | 0   | 0  | 0 | 0 | 0 | 0  | 0  | 0    |

|width="50%" align="left" valign="top"|
Groupe championnat
- 1er au 6e : qualification pour le groupe de championnat

Groupe relégation
- 7e à 11e : qualification pour le groupe de relégation

Exclu
- SK Dnipro-1 : exclu

|}

### Groupe championnat
| Rang | Équipe        | Pts | J  | G  | N | P  | Bp | Bc | Diff |
| ---- | ------------- | --- | -- | -- | - | -- | -- | -- | ---- |
| 1    | Vorskla       | 52  | 20 | 16 | 4 | 0  | 63 | 2  | +61  |
| 2    | Metalist 1925 | 49  | 20 | 15 | 4 | 1  | 62 | 7  | +55  |
| 3    | Kolos         | 43  | 20 | 14 | 1 | 5  | 55 | 13 | +42  |
| 4    | SeaSters      | 31  | 20 | 10 | 1 | 9  | 35 | 26 | +9   |
| 5    | Chakhtar      | 24  | 20 | 7  | 3 | 10 | 25 | 36 | -11  |
| 6    | Ladomir       | 12  | 20 | 3  | 3 | 14 | 17 | 55 | -38  |

### Groupe relégation
| Rang | Équipe      | Pts | J  | G  | N | P  | Bp | Bc | Diff |
| ---- | ----------- | --- | -- | -- | - | -- | -- | -- | ---- |
| 7    | Kryvbas     | 31  | 18 | 10 | 1 | 7  | 39 | 30 | +9   |
| 8    | Polissia    | 23  | 18 | 7  | 2 | 9  | 46 | 45 | +1   |
| 9    | Pantery     | 22  | 18 | 7  | 1 | 10 | 17 | 57 | -40  |
| 10   | Obolon      | 9   | 18 | 2  | 3 | 13 | 11 | 43 | -32  |
| 11   | EMS Podolie | 7   | 18 | 2  | 1 | 15 | 13 | 69 | -56  |